# Nižněnovgorodská chrámová mešita
Nižněnovgorodská chrámová mešita (rusky Нижегородская соборная мечеть) je hlavní mešita Nižního Novgorodu a zároveň duchovní centrum muslimů Nižněnovgorodské oblasti Ruska. Vystavěna byla roku 1915, nachází se na ulici Kazaňskaja naberežnaja, poblíž nižněnovgorodské lanovky.

## Historie
Roku 1908 založila muslimská obec Nižního Novgorodu Výbor pro výstavbu mohamedánské mešity, který si kladl za cíl výstavbu muslimského svatostánku v horní části města. Roku 1910 si výbor vydobyl oficiální povolení ke stavbě mešity a v létě roku 1913 byl položen základní kámen. Ke slavnostnímu otevření došlo 20. března 1915. Projekt nižněnovgorodského architekta P. I. Dombrovského byl inspirován osmanskou architekturou a počítal s až 5 tisíci věřícími.
V rámci stalinského tažení proti náboženství byla mešita roku 1938 uzavřena a sloužila postupně jako vojenská nemocnice, školka, sklad aj. Minaret a kupole byly zničeny.
Po opakovaných žádostech nižněnovgorodských muslimů byl nakonec objekt roku 1988 navrácen do rukou věřících, kteří se záhy pustili do rekonstrukce. 30. června 1991 tak mohl být na obnovený minaret slavnostně usazen půlměsíc a objekt se znovu mohl stát duchovním centrem muslimů Nižněnovgorodské oblasti.
V roce 1994 byla vedle mešity v podobném architektonickém stylu postavena madrasa, později ještě areál ohradil kovaný plot a byly zde vysázeny smrky.
Roku 1998 budova mešity získala status historicko-architektonické památky.

## Galerie

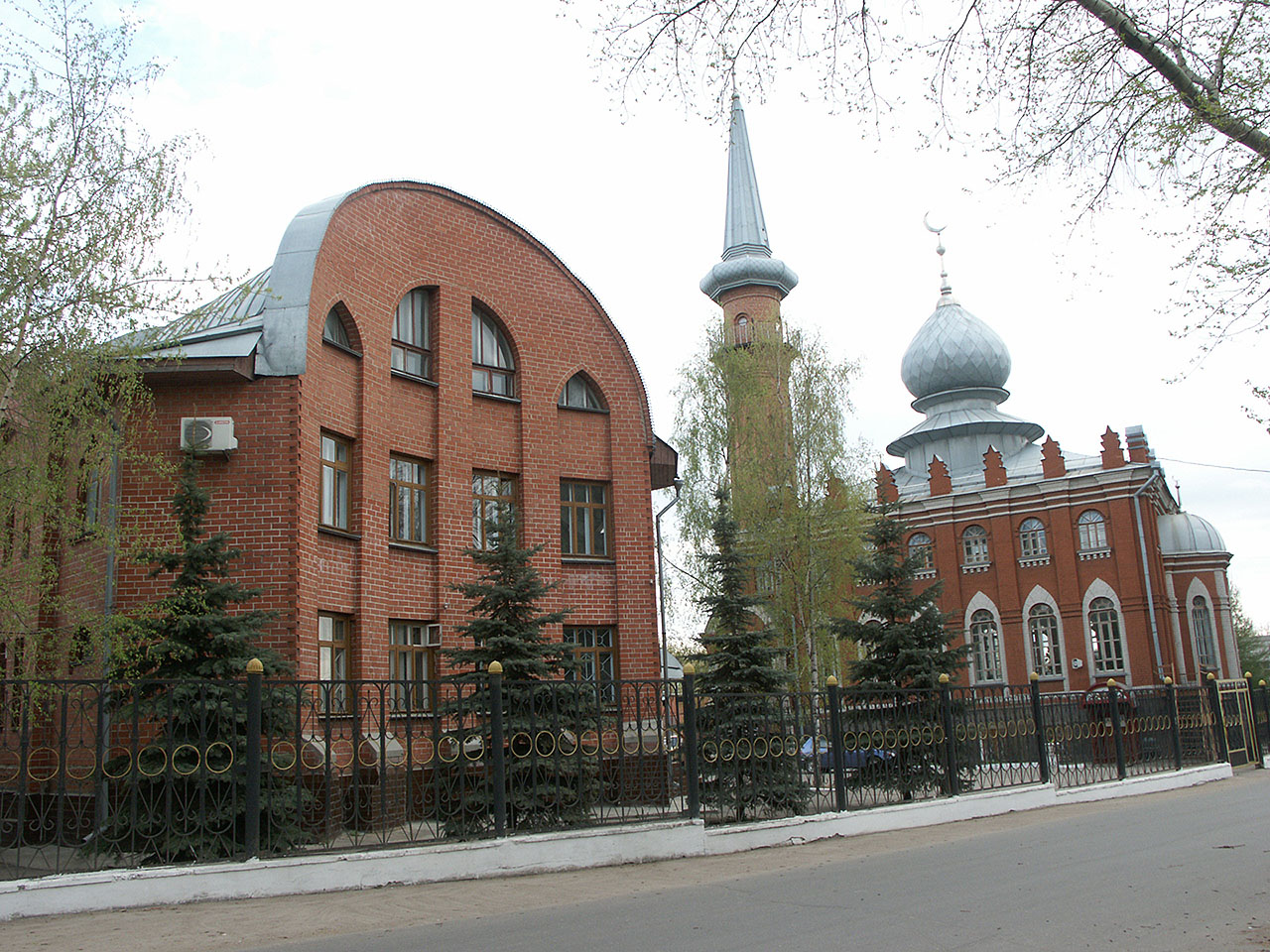
Pohled na mešitu a budovu madrasy
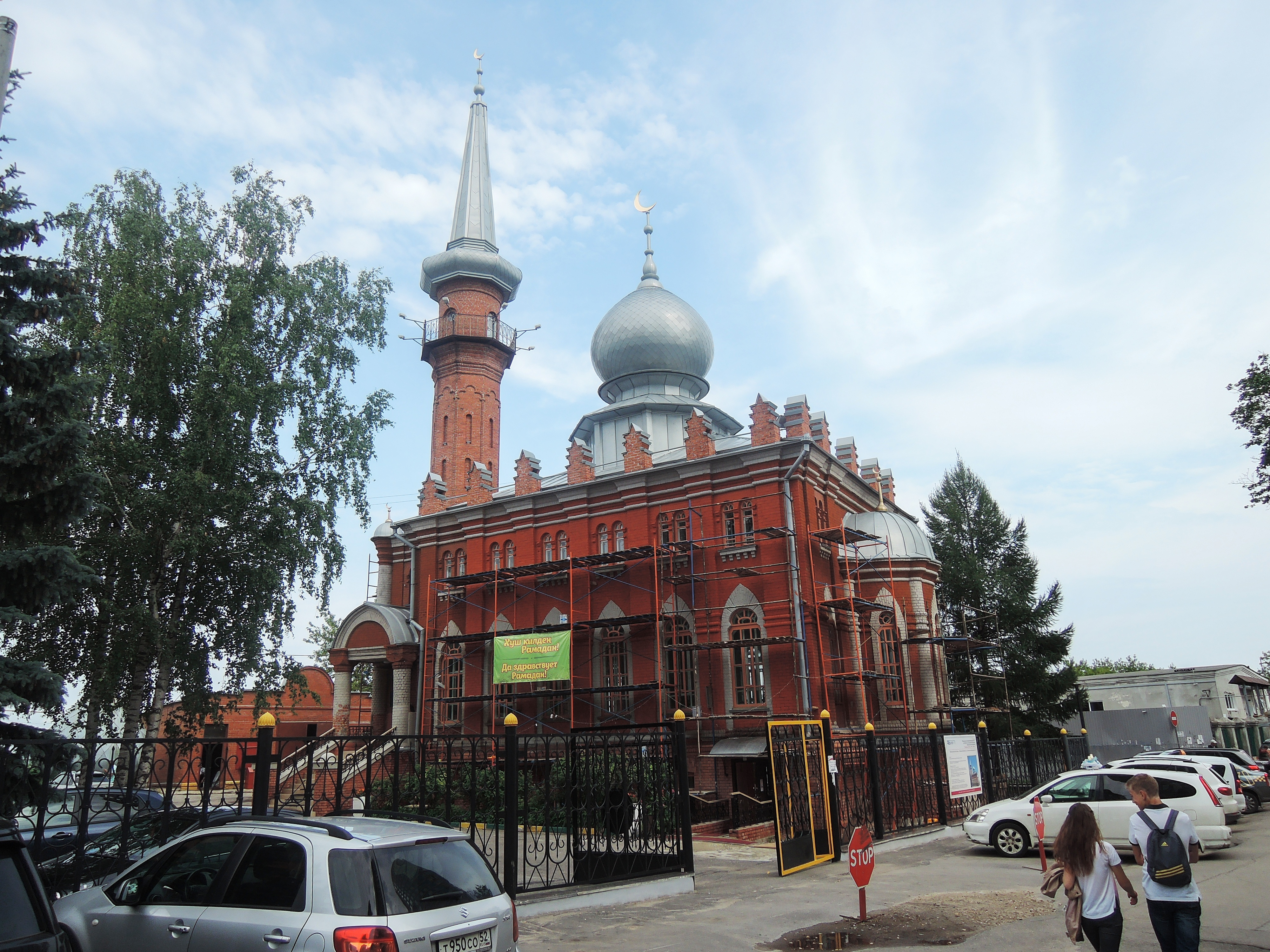
Rekonstrukce mešity v roce 2015
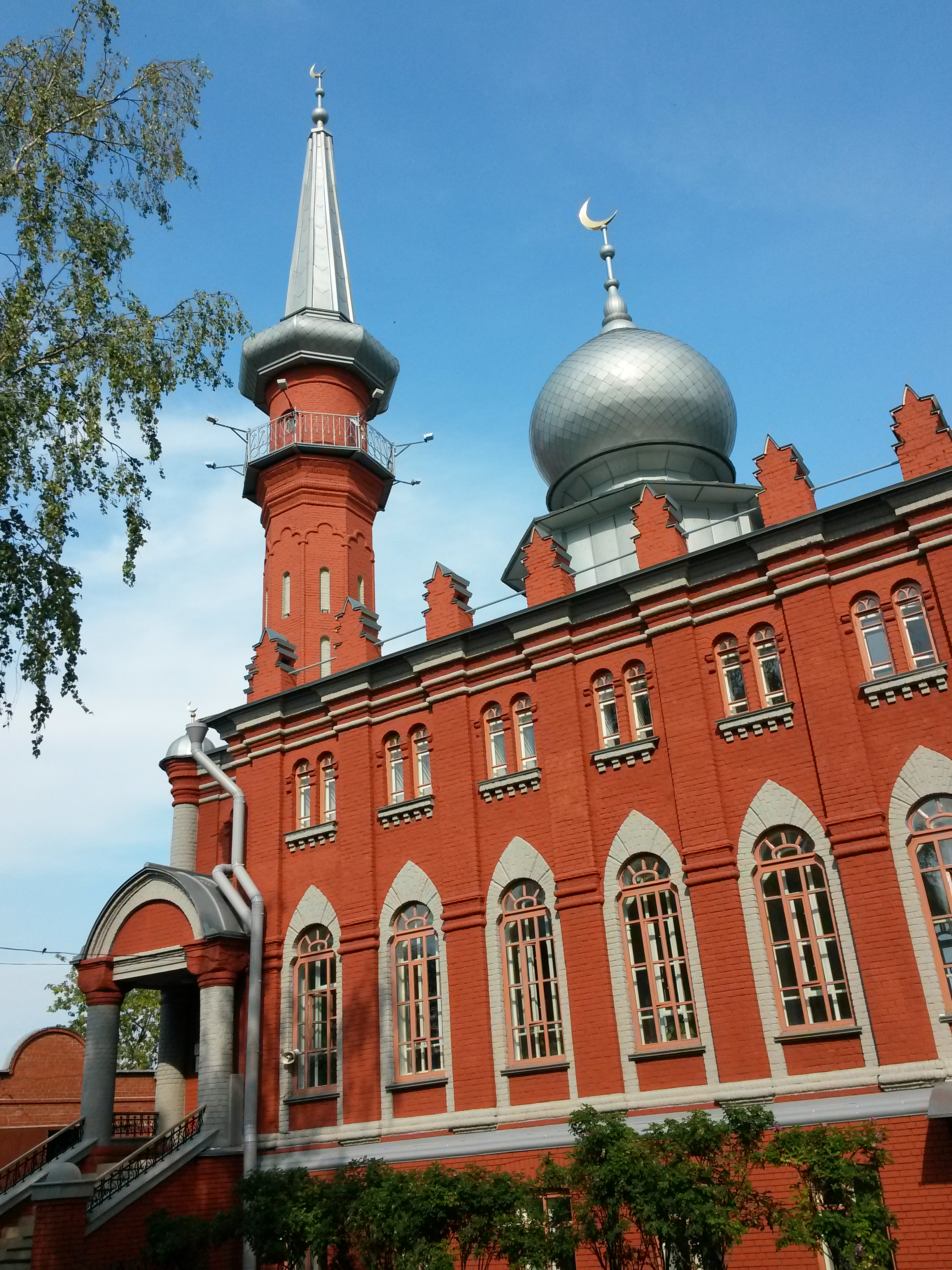
Po rekonstrukci (2016)